# Clathria wilsoni
Clathria wilsoni är en svampdjursart som beskrevs av Wiedenmayer 1989. Clathria wilsoni ingår i släktet Clathria och familjen Microcionidae. Inga underarter finns listade i Catalogue of Life.